# Petronela Višňovcová
Petronela Višňovcová (1. června 1922 – ???) byla slovenská a československá politička Komunistické strany Slovenska, poslankyně Slovenské národní rady a Sněmovny národů Federálního shromáždění za normalizace.

## Biografie
V letech 1950–1968 se uvádí jako účastnice zasedání Ústředního výboru Komunistické strany Slovenska.
Ve volbách roku 1964 se stala poslankyní Slovenské národní rady. V letech 1964–1968 působila na postu pověřenkyně obchodu.
V roce 1968 se podílela na debatách ohledně federálního uspořádání Československa. Zastávala názor, že Státní bezpečnost má být řízena národními orgány. V lednu 1968 zasedla v komisi SNR, která měla zkoumat možnosti změny fungování slovenských národních orgánů z ekonomického hlediska.
Po provedení federalizace Československa usedla v lednu 1969 do Sněmovny národů Federálního shromáždění. Do federálního parlamentu ji nominovala Slovenská národní rada, kde rovněž zasedala. Ve federálním parlamentu setrvala do konce funkčního období, tedy do voleb roku 1971. Dlouhodobě pak zasedala v SNR. Jako poslankyně Slovenské národní rady se připomíná ještě ve volebním období 1981–1986.